# Galepsus globiceps
Galepsus globiceps är en bönsyrseart som beskrevs av Max Beier 1942. Galepsus globiceps ingår i släktet Galepsus och familjen Tarachodidae. Inga underarter finns listade i Catalogue of Life.